# Talisson Glock
Talisson Henrique Glock (Joinville, 23 de fevereiro de 1995) é um nadador paralímpico brasileiro.Ele representou o Brasil nas Paralimpíadas do Rio de Janeiro, Tóquio e de Paris. 
Talisson iniciou no esporte após um acidente em 2004 e desde então, coleciona conquistas individuais e no revezamento. Entre as principais conquistas estão a medalha de ouro nos Jogos Paralímpicos de Verão de 2020, em Tóquio, na prova dos 400 metros livres da categoria S6. Nos Jogos Paralímpicos de Verão de 2024, em Paris, Talisson conquistou o ouro novamente na mesma prova. Além disso, conquistou diversas outras medalhas em campeonatos mundiais, Parapans e Paralimpíadas, como a medalha de prata nos Jogos Paralímpicos de Verão de 2016 no Rio de Janeiro, representando seu país na categoria 4x50 m livre misto 20pts.
Em Tóquio-2020 conquistou o bronze também no revezamento misto 4x50m livre, desta vez com Patrícia Pereira dos Santos, Daniel Dias e Joana Neves representando a equipe brasileira.
Em 2023, Talisson Glock teve um desempenho destacado no Campeonato Mundial Paralímpico de Natação, realizado em Manchester. Ele conquistou quatro medalhas, sendo três de ouro e uma de prata, além de estabelecer novos recordes nas provas em que competiu. Nos 400 metros livre, ele venceu com folga e quebrou o recorde mundial da prova.
Ainda em 2023, Talisson competiu nos Jogos Parapan-Americanos de Santiago e ajudou a seleção brasileira de natação a conquistar quatro medalhas de ouro e a quebrar recordes, solidificando sua posição como um dos principais atletas da modalidade.
Em 2024, Talisson participou dos Jogos Paralímpicos, onde teve atuações notáveis, conquistando medalha em 4 das 5 provas das quais participou. Ele conquistou a medalha de bronze nos 200 metros medley, após uma disputa acirrada. No mesmo dia, conquistou outro bronze, dessa vez no revezamento 4x50m livres 20 pontos, ao lado de Patrícia Pereira, Lídia Cruz e Daniel Xavier Mendes. Além disso, alcançou a medalha de prata nos 100 metros livres, após uma recuperação impressionante na reta final da prova. Em sua principal prova, os 400 metros livres, foi ouro novamente, conquistando assim o bicampeonato. No último dia das competições de natação em Paris, Talisson ainda participou do revezamento 4x100 34 pontos, ao lado de Phelipe Rodrigues, Mariana Gesteira e Cecília Araújo. A equipe brasileira terminou em 4º lugar.

## Conquistas
Segundo o site Globo Esporte, entre as conquistas recentes mais importantes da carreira de Talisson estão:
- 2020: ouro nos 400m livre, bronze nos 100m livre, bronze no revezamento 4x50m livre

- 2019: ouro no revezamento 4x100m, prata nos 100m costas e nos 200m medley, bronze nos 50m livre e nos 100m livre nos Jogos Parapan-Americanos de Lima

- 2017: ouro nos 100m costas, prata nos 50m borboleta e bronze nos 200m medley no Mundial do México.

- 2016: prata no revezamento 4x50m livre e bronze nos 200m medley nos Jogos Paralímpicos do Rio.

- 2015: ouro nos 100m costas, prata nos 400m livre, prata nos 50m borboleta, bronze nos 50m e 100m livres nos Jogos Parapan-Americanos de Toronto.

- 2015: prata nos 100m costas e 200m medley no Mundial de Glasgow

- 2013: prata nos 100m livre e 200m medley no Mundial de Montreal.

- 2011: ouro nos 100m costas nos Jogos Parapan-Americanos de Guadalajara.